# Крамажево (Дзялдовський повіт)
Крамажево (пол. Kramarzewo, нім. Krämersdorf) — село в Польщі, у гміні Дзялдово Дзялдовського повіту Вармінсько-Мазурського воєводства.
Населення — 364 особи (2011).
У 1975-1998 роках село належало до Цехановського воєводства.

## Демографія
Демографічна структура станом на 31 березня 2011 року:
|          | Загалом | Допрацездатний вік | Працездатний вік | Постпрацездатний вік |
| -------- | ------- | ------------------ | ---------------- | -------------------- |
| Чоловіки | 194     | 41                 | 141              | 12                   |
| Жінки    | 170     | 41                 | 102              | 27                   |
| Разом    | 364     | 82                 | 243              | 39                   |